# Double Vision (Arena)
Double vision is het negende studioalbum van Arena. 

## Inleiding
Arena brengt onregelmatig albums uit, mede doordat de leden ook in andere formaties spelen en de vele personeelswisselingen. Double vision is echter in dezelfde samenstelling als bij het vorige album The unquiet sky grotendeels opgenomen in de eigen Thin Ice Studios onder leiding van geluidstechnicus Karl Groom, die al eerder met de band samenwerkte. John Mitchell, ook spelend bij Lonely Robot, nam de gitaarpartijen op in zijn eigen studio. Deels is dat toe te wijzen aan tijdgebrek, maar voor Mitchell werkt die situatie beter; hij kan in alle rust zijn gitaarpartijen uitwerken en inspelen. De muziek van Arena is al jaren gebouwd op een combinatie van neoprog en metal. De herhaling van dit stramien wordt door recensenten zowel als sterk als zwak punt gezien. Opnamen begonnen op de grens van 2016/2017. De belangrijkste schrijvers van de band kwamen met hun stukjes muziek naar de studio en tijdens de repetities smolten sommige daarvan samen, andere stukjes vielen af. Er bleven in totaal zeven nummers over. Er zou volgens Mick Pointer een samenhang zijn, maar dan vooral op emotioneel vlak. Ieder lid had in de jaren voor het album bekenden verloren.  
Double vision grijpt hier en daar thematisch terug op The visitor waarop het nummer Double vision voorkomt. Anderzijds houdt The legend of Elijah Shade verband met The visitor. De zinsnede "Help me" uit Scars is een directe verwijzing naar The visitor.
Al voordat het album was uitgegeven gaf Arena concerten waarbij nummers van dit album werden gespeeld. Die werden gecombineerd met een integrale uitvoering van het album The visitor, dan twintig jaar oud. 
Twee jaar na het uitbrengen van het album diende zich weer een personeelswisseling aan. Tijdens de opstart van opnamen voor het volgende album verliet Paul Manzi de band vanwege muzikale meningsverschillen.

## Musici
- Paul Manzi- zang
- John Mitchell – gitaar, zang
- Kylan Amos – basgitaar
- Clive Nolan – toetsinstrumenten, achtergrondzang
- Mick Pointer – drumstel

## Muziek
| Nr. | Titel                                                | Duur  |
| --- | ---------------------------------------------------- | ----- |
| 1.  | Zhivago wolf (Nolan, Mitchell, Pointer)              | 4:48  |
| 2.  | The mirror lies (Arena)                              | 6:58  |
| 3.  | Scars (Nolan)                                        | 5:17  |
| 4.  | Paradise of thieves (Nolan, Mazi, Mitchell, Pointer) | 5:10  |
| 5.  | Red eyes (Nolan, Amos, Pointer)                      | 6:41  |
| 6.  | Poisoned (Nolan, Manzi)                              | 4:28  |
| 7.  | The legend of Elijah Shade (Nolan)                   | 22:39 |

The legend of Elijah Shade is opgedeeld in 1: Veritas, 2: I am here, 3: Saevi manes, 4: It lies, 5: Tenebrae, 6: Omens, 7: Redemption